# マイケル・リチャーズ
マイケル・リチャーズ（Michael Richards, 1949年7月24日 - ）は、アメリカ合衆国の俳優、コメディアン。

## 来歴
カリフォルニア州カルバーシティで生まれ、エバーグリーン州立大学（The Evergreen State College）で学ぶ。その後、インプロ劇団での活動を経て、ビリー・クリスタルのテレビスペシャルや、ABCのコメディ番組『Fridays』などに出演し、1989年公開の映画『パロディ放送局UHF』では準主役を務めた。
1989年に放送を開始したNBCのテレビシリーズ『となりのサインフェルド』でメインキャラクターの一人、コズモ・クレイマー役を演じて人気を博し、1998年の番組終了までレギュラー出演した。2000年、NBCで自身の冠番組『The Michael Richards Show』がスタートするも、低視聴率のため2か月で打ち切られる。
2006年11月17日、ハリウッドのコメディクラブ「Laugh Factory」でスタンダップコメディを披露していたところ、黒人客から野次を飛ばされる。これに激怒したリチャーズは客に向って、黒人差別用語を連発して叫んだ。同月20日、リチャーズはCBSのトーク番組『レイト・ショー・ウィズ・デイヴィッド・レターマン』に出演し、「かっとなり、我を失ってしまった」「私はレイシスト（人種差別者）ではない」と釈明した。

## 主な出演作

### 映画
- 病院狂時代 Young Doctors in Love (1982)
- 突撃バンパイア・レポーター/トランシルバニア6-5000 Transylvania 6-5000 (1985)
- 大惨事世界大戦 Whoops Apocalypse (1986)
- パロディ放送局UHF UHF (1989)
- プロブレム・チャイルド/うわさの問題児 Problem Child (1990)
- コーンヘッズ Coneheads (1993)
- ハードロック・ハイジャック Airheads (1994)
- ニール・サイモンのロンドン・スイート London Suite (1996 TVM)
- Mr.ダマー2 1/2 Trial and Error (1997)
- ビー・ムービー Bee Movie (2007) - 声の出演

### テレビドラマ
- 特捜刑事マイアミ・バイス Miami Vice  シーズン2 The Fix (1986)
- となりのサインフェルド Seinfeld (1989-1998)
- あなたにムチュー シーズン1 Mad About You (1992-1993) - ゲスト出演
- ラリーのミッドライフ★クライシス シーズン7 Curb Your Enthusiasm (2009) - ゲスト出演
- Kirstie (2013-2014)